# Arcoverde
Arcoverde, amtlich portugiesisch Município de Arcoverde, ist eine Kleinstadt im brasilianischen Bundesstaat Pernambuco (PE) und hatte laut Schätzung 2021 75.295 Einwohner. Der Name bedeutet „grüner Bogen“.
Arcoverde liegt etwa 250 km westlich der Großstadt Recife am Übergang der nordostbrasilianischen Großlandschaften der Küstenvegetation und der zentralen Steppe (Sertão), die sich als Trockengebiet im gesamten Nordosten des Landes erstreckt und für die geringe Entwicklung des Landesteils mitverantwortlich ist.
Die Stadt hat die Koordinaten 08º25'08" südlicher Breite und 37º03'14" westlicher Länge und liegt auf einer durchschnittlichen Höhe von 663 m ü. NN. Über das urbane Stadtgebiet hinaus ist Arcoverde mit den umliegenden Orten des Gemeindegebietes Munizip des Bundesstaates Pernambuco, das mit einer Fläche von 353 km² jedoch zu den kleinsten gehört. Arcoverde hat die allgemeine Postleitzahl (CEP) 56.500-000, jedoch stadtviertelabhängig Unterteilungen. Die Telefonvorwahl lautet 087 (aus Deutschland 0055-87).

## Verkehr
Arcoverde liegt verkehrsgünstig an der Route BR-232, die Pernambuco in West-Ost-Richtung durchläuft und als Nebenarm einer östlichen Verlängerung der Transamazônica (BR-231) verstanden wird. Die Lagegunst wird deutlich an einem großen Verkehrsaufkommen im Transitverkehr, der auf einer Umgehungsstraße nördlich um die Stadt geleitet wird, zahlreichen Busverbindungen (u. a. Direktverbindungen nach Belém (24 Stunden), Rio de Janeiro (36 Stunden) und seit 2003 São Paulo (36 Stunden)), und einem kleinen Flugplatz. Die Fahrt von Recife nach Arcoverde war auf dem zweispurigen, mit Schlaglöchern übersäten Teilstück ab Caruaru lange Zeit eine Tortur. Seit im Sommer 2004 die BR-232 weiter ins Hinterland hinein vierspurig ausgebaut und in großen Teilen komplett neu asphaltiert wurde, zählt dieser Weg nach Arcoverde zu den besten Straßen in Pernambuco.

## Wirtschaft
Die Stadt selbst lebt von der Landwirtschaft, wenigen Dienstleistungen und externer Hilfe des Staates. Es gibt keinerlei Industrie oder Tourismus; der Pendleranteil in benachbarte Städte ist hoch. Im Südosten der Stadt gibt es ein großes Armutsviertel, die „Rua do Lixo“ (Müllstraße), die an der städtischen Müllkippe endet, welche die Bewohner des Viertels bis Mitte der 1980er Jahre alleine ernährt hat. Seitdem gibt es, von offizieller Seite weiterhin ignoriert, eine lokale Selbsthilfeorganisation mit dem Namen Fundação Terra (Stiftung Erde), die unter der Leitung des sehr bekannten Pater Airton Freire de Lima und mit Hilfe vor allem deutscher Spenden und Unterstützung des Kindermissionswerks den Bewohnern verbesserte Lebensbedingungen verschafft.

## Medien
Der stadteigene Radiosender heißt Itapuama FM und sendet überregional (in Arcoverde auf einer Frequenz von 106,6 MHz), zu einem überwiegenden Teil brasilianische, teils internationale Musik.

## Söhne und Töchter der Stadt
- Dado Cavalcanti (* 1981), Fußballtrainer
- Nereudo Freire Henrique (* 1963), römisch-katholischer Geistlicher, Weihbischof in Olinda e Recife